# Josef Hedar
Josef Albin Hedar, född 16 oktober 1894 i Malmö, död 2 december 1960 i Lund, var en svensk kyrkomusiker, tonsättare och musikforskare.
Hedar växte upp i Malmö och spelade orgel för Axel Boberg. Efter studentexamen läste han litteraturhistoria vid Lunds universitet och studerade komposition för Alfred Berg. Han studerade vidare vid Stockholms musikkonservatorium 1918–1921 där han hade Gustaf Hägg som lärare i orgelspel. Efter högre organist-, musiklärar- och kyrkosångarexamen var han organist och musiklärare i Södertälje 1920–1931 och från 1931 till sin död domkyrkokapellmästare i Lund. Hedar blev filosofie licentiat 1942 och disputerade 1951 på en avhandling om Dietrich Buxtehudes orgelmusik.
Josef Hedar var sånganförare i Lunds studentsångförening 1933–1948 och lärare i liturgisk sång vid Lunds universitet. Han invaldes som ledamot 633 av Kungliga Musikaliska Akademien den 28 januari 1943 och tilldelades Litteris et Artibus 1958.
Hedar var gift med sångerskan och pianopedagogen Kersti Hedar (1917–2008). Makarna är begravna på Norra kyrkogården i Lund.

## Diskografi
- Lunds studentsångare; Bohlin Folke (1990[1979]). Lunds studentsångare sjunger in Våren. Djursholm, Sverige: BIS. Libris 10866780
- Musica Lundensis Musik från Sparbanken Finns verksamhetsområde. Stockholm: EMI. 1994. Libris 1906236

## Kompositioner
- I skogans vackra pelarsal (Albert Theodor Gellerstedt) 1931, sång
- Regnvisan (Karl Asplund) 1931, för manskör
- Notturno (Ola Hansson) 1956, för manskör
- Musik (Vilhelm Ekelund) 1931, för blandad kör
- Violoncell (Ernst Josephson), för manskör
- Min grav (Ernst Josephson), för manskör
- Generationer (Ernst Josephson), för manskör
- En gång blir allting stilla (Pär Lagerkvist), för manskör